# Zisterzienserinnenkloster Zerbst

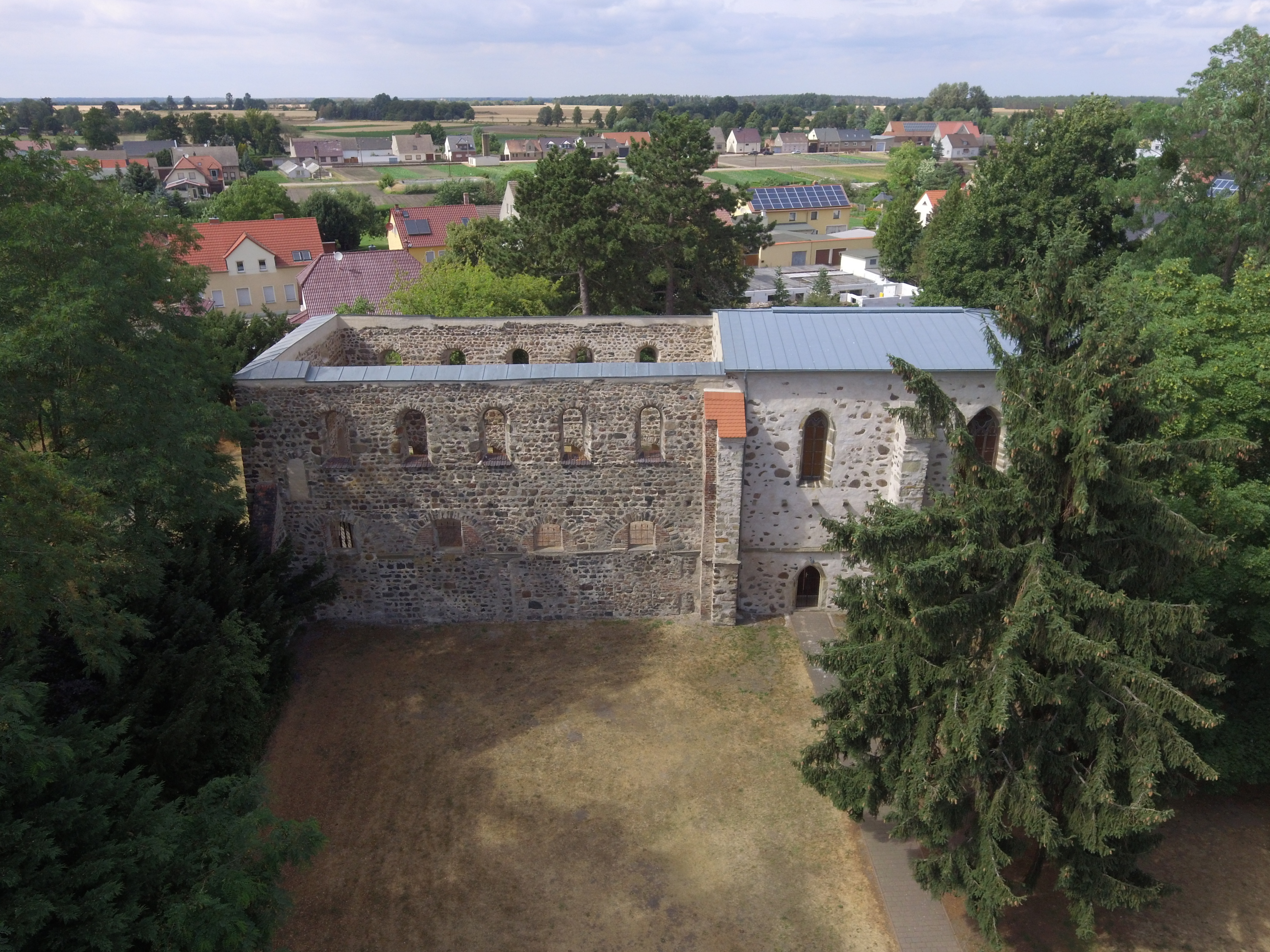
Teilruine der ehemaligen Klosterkirche St. Marien

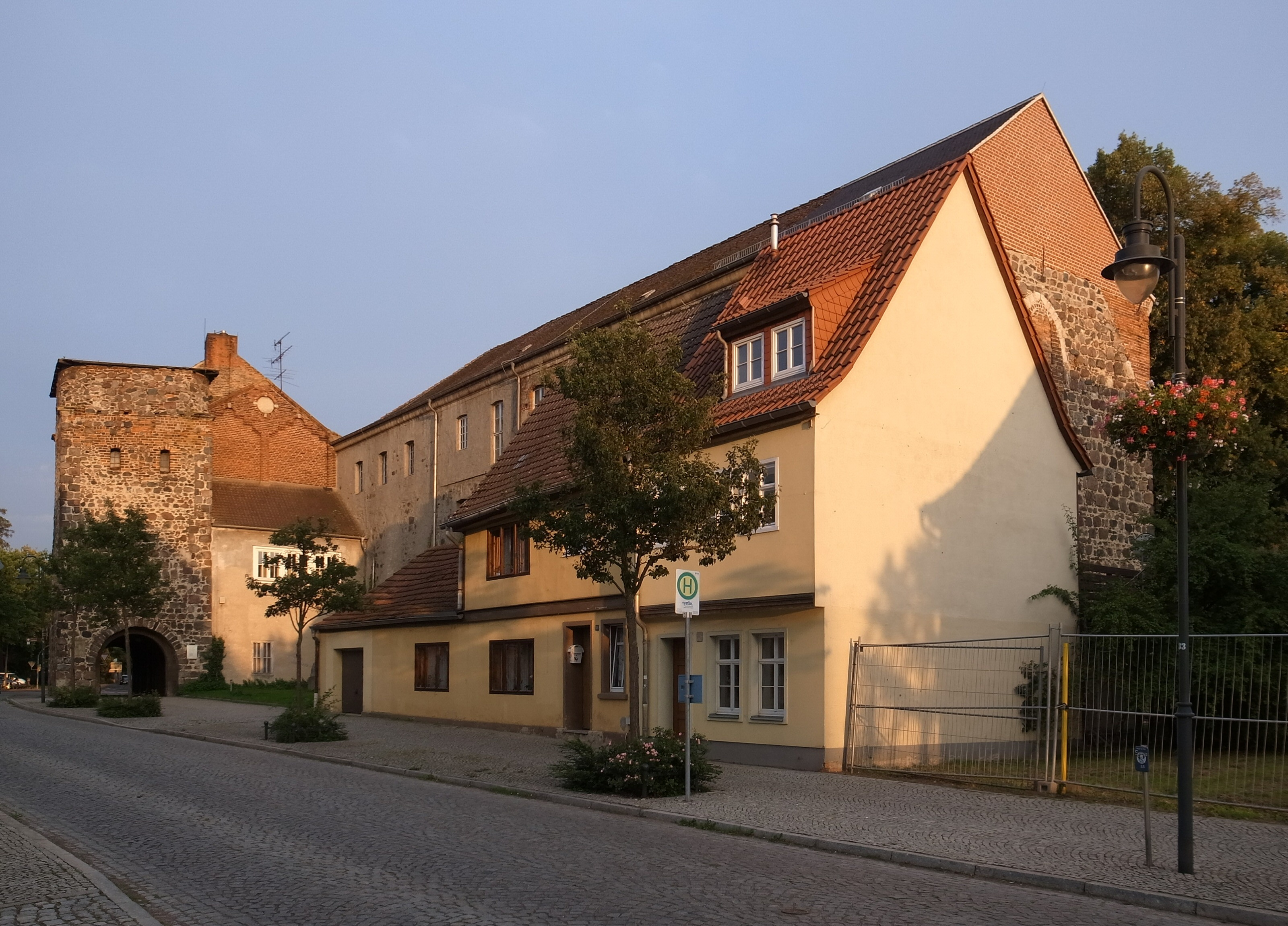
Das Kloster in Zerbst mit Frauentor und Nebengebäuden

Das Zisterzienserinnenkloster Zerbst (auch: Ankuhn) war von 1214 bis 1542 ein Nonnenkloster der Zisterzienserinnen in Zerbst in Sachsen-Anhalt.

## Geschichte
Dem 1208 im Zerbster Vorort Ankuhn gegründeten Armenhospital wurde 1214 durch die verwitwete Adelige Ida von Zerbst ein Zisterzienserinnenkloster hinzugestiftet, das in den neunziger Jahren in die Innenstadt von Zerbst verlegt wurde und in der Nähe des heutigen Frauentors (Name nach den Nonnen) bis 1542 bestand. Die Nutzung der das Stadtbild prägenden Restgebäude (Kleiner und Großer Klosterhof) durch die Stadt Zerbst ist geplant. Im Stadtteil Ankuhn zeugt die Teilruine der Marienkirche vom einstigen Kloster.